# منتخب لاتفيا لهوكي الجليد للناشئين
منتخب لاتفيا لهوكي الجليد للناشئين هو ممثل لاتفيا الرسمي في المنافسات الدولية في هوكي الجليد للناشئين
.